# اصلاحیه پلات
در ۲ مارس ۱۹۰۱، اصلاحیه پلات به عنوان بخشی از لایحه تخصیص ارتش در سال ۱۹۰۱ تصویب شد. این قانون هفت شرط برای عقب‌نشینی سربازان ایالات متحده باقیمانده در کوبا در پایان جنگ اسپانیا و آمریکا را تصریح کرد و یک شرط هشتم که کوبا با قبول این هفت شرط پیمان نامه را امضا کرد. این تعریف شرایط روابط کوبا و آمریکا را اساساً به عنوان یک نابرابر تسلط ایالات متحده بر کوبا دانست.
در ۱۲ ژوئن ۱۹۰۱، کوبا قانون اساسی خود را اصلاح کرد تا هفت خواسته قابل اجرا از اصلاحیه پلات را در بر بگیرد.
در ۲۲ مه ۱۹۰۳، کوبا با ایالات متحده به پیمان بست و به همان وعده‌های هفت هفت مورد نیاز رسید: پیمان روابط کوبا و آمریکا ۱۹۰۳. دو تا از این هفت وعده این بود که به ایالات متحده اجازه مداخله یک طرفه در امور کوبا را بدهد و تعهد به اجاره زمین برای آمریکا برای پایگاه‌های دریایی این جزیره را به ایالات متحده بدهد. (پیمان روابط کوبا و آمریکا در سال ۱۹۳۴ جایگزین پیمان روابط ۱۹۰۳ شد و سه مورد از هفت مورد را کاهش داد)
پیمان روابط ۱۹۰۳ به عنوان توجیهی برای اشغال دوم کوبا از سال ۱۹۰۶ تا ۱۹۰۹ مورد استفاده قرار گرفت. در ۲۹ سپتامبر ۱۹۰۶، وزیر جنگ (و رئیس‌جمهور آینده ایالات متحده) ویلیام هاوارد تافت با تأسیس دولت موقت کوبا تحت شرایط این پیمان، ماده دوم اشغال کوبا را آغاز کرد و خود را به عنوان فرماندار موقت کوبا اعلام کرد. در ۲۳ اکتبر ۱۹۰۶، رئیس‌جمهور روزولت دستور فرمان اجرایی ۵۱۸ صادر کرد.
در ۲۹ مه ۱۹۳۴، ایالات متحده و کوبا پیمان روابط ۱۹۳۴ را امضا کردند که در اولین مقاله خود معاهده روابط ۱۹۰۳ را لغو می‌کند.

## زمینه

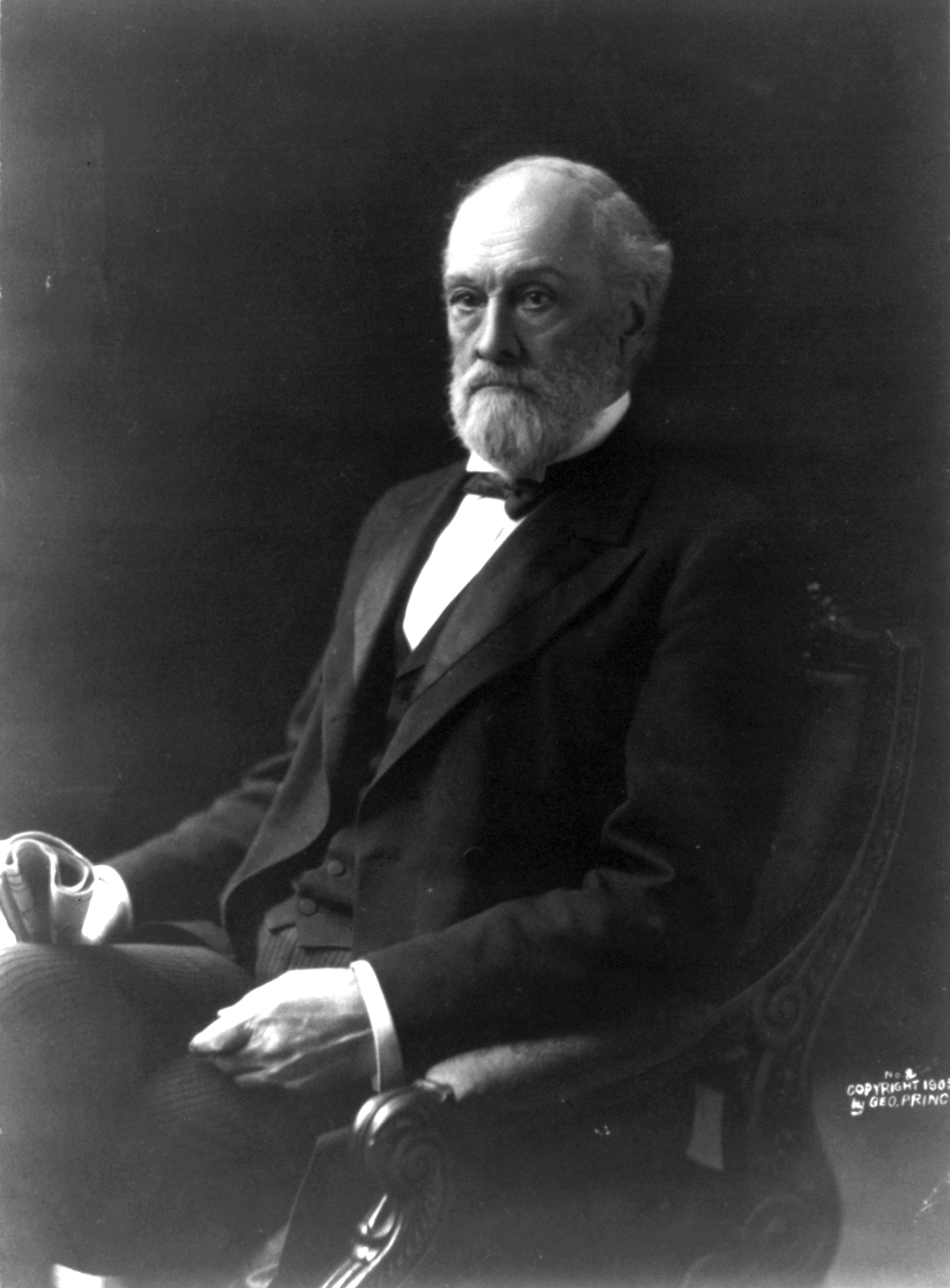
سناتور اورویل اچ. پلات، خالق اصلاحیه پلات

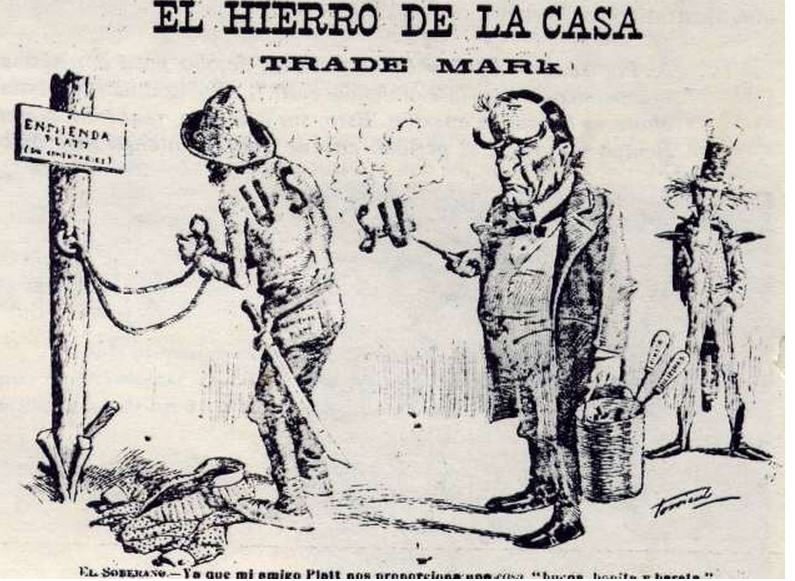
کارتون اعتراض به اصلاحیه

در طول جنگ اسپانیا و آمریکا، ایالات متحده برای محافظت از منابع ایالات متحده و میانجیگری در روابط اسپانیا و کوبا یک زرادخانه بزرگ نظامی در کوبا حفظ کرد. در سال ۱۸۹۹، دولت مک کینلی پس از پایان کنترل اسپانیا، در پاسخ به ظهور یک دولت انقلابی در کوبا، به اشغال خود پرداخت.
اصلاحیه پلات علاوه بر اصلاحیه قبلی، که قبلاً دخالت ایالات متحده در کوبا را در رابطه با خود پس از جنگ محدود کرده بود، به ویژه در جلوگیری از الحاق آن که توسط نهادهای مختلف سیاسی توسعه طلب در داخل آمریکا پیشنهاد شده بود، بود. سناتور تلر خود سابقه مخالفت با امپریالیسم آمریکا را داشت و از مبارزات آمریکایی در پاناما و فیلیپین انتقاد می کرد. در سال ۱۸۹۴ او یک طراح بود که از برنامه‌های بالقوه برای الحاق کوبا حمایت می‌کرد، و تلر به حمایت از اصلاحیه پلات ادامه می‌داد.
برخی مورخان در مورد اهداف تلر سؤال کرده‌اند و ادعا می‌کنند که انگیزه واقعی قطعنامه محافظت از تولیدکنندگان قند چغندر آمریکایی از رقابت در کوبا است. از طرف دیگر، تلر به عنوان مخالف برجسته الحاق زمین در کوبا برای رشد قند در اوایل دهه ۱۹۰۰، و همچنین برنامه‌های رئیس‌جمهور روزولت برای اعطای ترجیحات تعرفه ای به کوبا در سال ۱۹۰۳ بدل شد.
پلات متمم نشات گرفته از بی‌اعتمادی آمریکا در مجلس مؤسسان کوبا به تدوین و فرموله یک رابطه جدید بین کوبا و ایالات متحده سناتور اورویل اچ. پلات، رئیس کمیته سنا با روابط در کوبا به رهبری این لایحه در کنار عمومی لئونارد وود از فرماندار کوبا در آن زمان و وزیر جنگ الیو روت. آنها با توجه به توازن استقلال کوبا با تمایلات آمریکایی برای کنترل سیاستمداران کوبا که برای دولتمردی مناسب نیستند، وظیفه خود را برای حفظ نظم عمومی و تبدیل کردن کوبا به «مستعمره خودمختاری» اصلاحات پلات ایجاد کردند. اصلاحیه پلات اصولاً قرار بود لایحه خاص خود باشد، اما با پایان یافتن کنگره ۵۶ ام ، در ۴ مارس ۱۹۰۱، به یک اصلاحیه تبدیل شد و دیگر زمانی برای ارائه این پیشنهاد به عنوان لایحه جداگانه وجود نداشت.
فرمانده لئونارد وود از منابع مالی خزانه کوبا برای ایجاد سیستم‌های بهداشتی استفاده کرد. تعداد معدودی از حقوق مدنی، از جمله حق رأی، به کوبایی‌های باسواد، بزرگسال، مرد با دارایی به ارزش ۲۵۰ دلار یا بیشتر افزایش یافت، که عمدتاً منجر به محرومیت از جمعیت و زنان آفریقایی و کوبایی از مشارکت شد.

## مفاد اصلاحیه

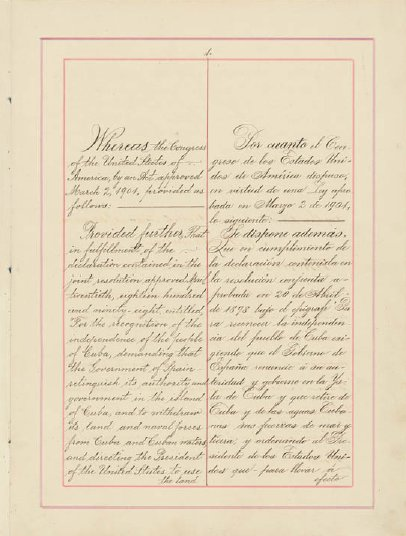
اصلاحیه پلات، ص. ۱

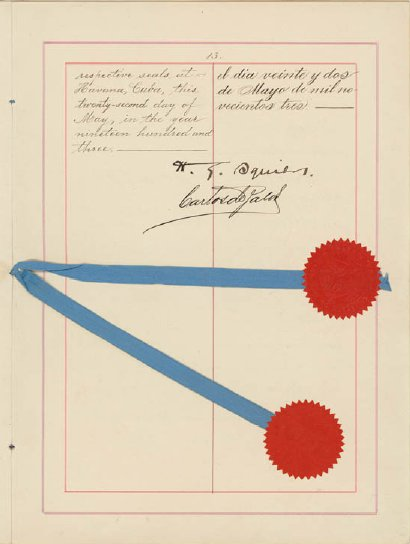
اصلاحیه پلات، ص. ۲

اصلاحیه پلات توسط سناتور اورویل اچ. پلات در تاریخ ۲۵ فوریه سال ۱۹۰۱ به کنگره معرفی شد. این مجلس با رأی ۴۳ به ۲۰ به مجلس سنا تصویب شد و اگرچه در ابتدا توسط مجمع کوبا رد شد، این اصلاحیه در نهایت با رأی ۱۶ به ۱۱ با چهار رای ممتنع پذیرفته شد و با قانون اساسی کوبا ۱۹۰۱ ادغام شد.
اصلاحیه پلات نقش ایالات متحده در کوبا و کارائیب را بیان کرد و حق کوبا در معاهدات با سایر ملل را محدود کرد و کوبا را در انجام سیاست‌های خارجی و روابط تجاری محدود کرد. همچنین مشخص شد که مرزهای کوبا جزئی از جزایر (ایسلا د لا خوبنتود) را شامل نمی‌شود تا زمانی که عنوان آن در یک معاهده آینده برقرار شود و کوبا باید زمین‌های لازم را برای نیروگاه‌های نفتی یا توسعه نیروی دریایی به آمریکا بفروشد یا اجاره دهد. ایستگاه‌ها

در این اصلاحیه آمده‌است:
۱-دولت کوبا در آینده هرگز اقدام به عقد قرارداد یا امضای معاهده با دول خارجی که باعث نقض استقلال کوبا شود، نخواهد کرد.
1. دولت فوق اقدام به امضای هیچگونه قرارداد وام با سایر کشورها که بازپرداخت اصل و بهره آن باعث اختلال در درآمدهای ملی باشد، نخواهد کرد.
2. ایالات متحده آمریکا حق خواهد داشت به خاطر حفظ استقلال جزیره و حمایت از جان و مال و آزادیهای شخصی در کوبا دخالت نظامی نماید.
3. کلیه قوانین و مقررات دوران اشغال نظامی و احکام منتجه و حقوق به دست آمده از آنها حفظ و حمایت خواهد گردید.
4. دولت کوبا تعهد می‌نماید که برنامه‌های مربوط به حفظ بهداشت در کشور را پیگیری نماید.
5. جزیره پینزون از اراضی محدوده در ""قانون اساسی کوبا"" حذف شده و تکلیف مالیات آن در معاهدات آینده تعین خواهد گردید.
6. دولت آمریکا به منظور تأسیس پایگاه‌های دریایی جهت حراست از امنیت و استقلال منطقه، اراضی ویژه ای را از دولت کوبا خریداری یا رهن خواهد کرد.

۸-دولت کوبا باید شرایط مندرج فوق را در متن معاهده ای دائم با ایالات متحده امضا کند.
پس از آنکه رئیس‌جمهور آمریکا تئودور روزولت در سال ۱۹۰۲ سربازان فدرال را از این جزیره بیرون کشید، سال بعد کوبا این پیمان را امضا کرد و پس از آن کوبا اجاره زمین را برای آمریکا برای زغال سنگ و ایستگاه دریایی در خلیج گوانتانامو امضا کرد. در ابتدا ایالات متحده می‌توانست چهار پایگاه نظامی بسازد، اما کوبا موفق به مذاکره در مورد این دو، از جمله گوانتانامو و باهیا هوندا بود، که در سال ۱۹۱۲ برای زمین‌های بیشتر در گوانتانامو معامله شد. این تعجب آور با توجه به اینکه وزیر روت آرزو کرده بود که ایالات متحده در زمان تهیه پیش نویس اصلاحی پلات، صاحب و مجری جبهه کوبا شود.

## عواقب بعدی
پس از پذیرش این اصلاحیه، ایالات متحده تعرفه ای را تصویب کرد که باعث شد اولویت قند کوبا در بازار ایالات متحده و حمایت از انتخاب محصولات آمریکایی در بازار کوبا باشد. سرمایه‌گذاری بزرگ آمریکا در قند منجر به تمرکز زمین در دست بزرگترین کارخانه‌های قند شد، با این حال، با تخمین‌ها ۲۰٪ از کل اراضی کوبا متعلق به این کارخانه‌ها بود. این امر به فقرزدایی بیشتر توده‌های روستایی منجر شد. کارگران این کارخانه با ترس مداوم از اخراج مواجه بودند و کار ارزان قیمت وارداتی از دیگر مناطق کارائیب باعث کاهش دستمزد بسیار پایین و قیمت‌های نیشکر مستقل به حداقل می‌رسید. علاوه بر این، آسیاب‌ها راه‌آهن را انحصار داده و آنها را برای منافع خصوصی اداره می‌کردند. فقدان قدرت خرید مصرف‌کننده و بازار محدود برای کالاهای تولیدی به معنای این بود که در دهه بعد از پیمان روابط ۱۹۰۳، صنعتی شدن اندک رخ خواهد داد. به‌طور کلی، بیش از ۲۰۰ میلیون دلار در سال‌های ۱۹۰۳ تا ۱۹۱۳ توسط شرکت‌های آمریکایی برای قند کوبا هزینه شده‌است.
توماس استرادا پالما، که زمانی طرفدار ایالات متحده برای الحاق کامل کوبا توسط ایالات متحده بود، در ۲۰ مه ۱۹۰۲ رئیس‌جمهور کوبا شد. وی در سال ۱۹۰۵ علی‌رغم اتهامات کلاهبرداری از مخالفان لیبرال خود، مجدداً انتخاب شد، اما هنگامی که مخالفت علیه حکومت وی عصبانی شد، مجبور شد به همراه سایر دستگاه‌های اجرایی استعفا دهد. ایالات متحده برای آغاز دوم اشغال کوبا و نصب دولت موقت از اصلاحیه پلات استفاده کرد.
بی‌ثباتی سیاسی و اشغال مکرر آمریکا در اوایل دهه ۱۹۰۰ به معنای تحقق قانون اساسی مشروطه به‌طور فزاینده ای دشوار بود. گرچه شهروندان کوبایی در این دوره از کیفیت زندگی مطلوبی برخوردار بودند، اما ماده ۴۰ قانون اساسی کوبا در سال ۱۹۰۱ و ماده سوم اصلاحیه پلات به معنای این بود که حقوق مشروطه طبق مقررات اضطراری قابل تعلیق است. بنابراین، اصلاحیه پلات به فرسایش حقوق فردی مردم کوبا کمک کرد، و مدتی نگذشت که مردم کوبا خواستار جایگزینی در قانون اساسی ۱۹۰۱ شدند.
اصلاحیه پلات ضربه بزرگی برای امید به پیشرفت اجتماعی برای آفریقایی و کوبایی‌ها بود که امیدوار بودند مشارکت آنها در جنگ اسپانیا و آمریکا به معنای برابری با کارگران سفیدپوست و نخبگان تجاری کوبا باشد. نزدیک به ۴۰٪ از نیروی جنگی کوبا علیه اسپانیا را افراد رنگی تشکیل می‌دادند و افروکوبایی‌ها نسل‌هایی را صرف جنگ برای استقلال کشورشان کرده بودند. علاوه بر این که از طریق اعمال رأی‌گیری از این امر منصرف می‌شوند، افروکوبایی‌ها نیز در بسیاری از مؤسسات دولتی مسدود شدند زیرا در حال حاضر آنها نیاز به کسب مدارک تحصیلی یا املاک دارند.

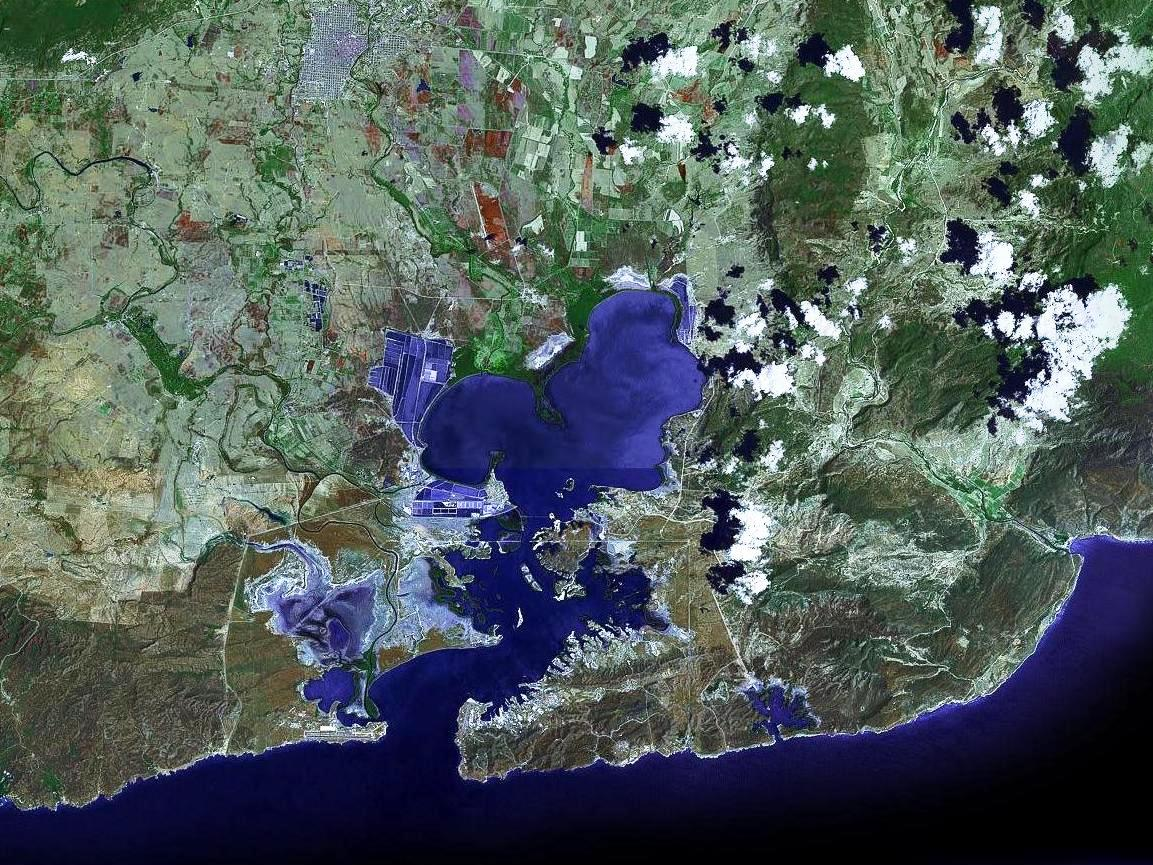
خلیج گوانتانامو از تصاویر ماهواره ای

تنش‌ها بین افروکوبایی‌ها و مقامات نظامی ایالات متحده بسیار زیاد بود، به طوری که زبان خصمانه و گاه آتش‌سوزی بین این دو گروه رد و بدل می‌شد. سیاهپوستان طبقه ناامید حزب مستقل رنگ را در سال ۱۹۰۸ راه اندازی می‌کنند، اما این امر به زودی توسط کنگره کوبا به همراه سایر احزاب رنگی، متهم به تحریک جنگ نژاد ممنوع اعلام شد. فراخوان این گروه برای اعتراضات مسلحانه محدود، سرانجام باعث شورش نگرو در سال ۱۹۱۲ شد که بین ۳۰۰۰ تا ۶۰۰۰ کشته و منجر به انحلال این گروه پس از آن شد. بسیاری از آمریکایی‌های آفریقایی نیز به همبستگی پیوستند به آفریقایی و کوبایی‌ها، امیدوارند که جنگ برای آمریکا منجر به فرصت‌های بیشتر در خانه شود، اما آنها نیز ناامید شدند.
در نتیجه شرایط اصلاحات پلات، زنان نیز متحمل شدند. همان‌طور که با افروکوبایی‌ها، زنان نقش مهمی در جنبش استقلال کوبا داشتند و به عنوان «ممبیس» یا مادران شجاع جنگجو که نماد مبارزه برای عدالت اجتماعی بودند، شناخته می‌شدند. با این حال، آنها همچنین از حق رأی محروم شدند و حق رأی زنان تا سال ۱۹۴۰ حاصل نمی‌شود. هرگونه تلاش زنان برای گفتگو در مورد برابری جنسیتی با دولت کوبا، آنها را به عنوان ملی‌گراها یا تردید از این امر نادیده می‌گرفت.
بیشتر مفاد اصلاحات پلات در سال ۱۹۳۴ هنگام مذاکره پیمان روابط کوبا و آمریکا در سال ۱۹۳۴ بین ایالات متحده و کوبا به عنوان بخشی از " سیاست خوب همسایه " رئیس‌جمهور آمریکا، فرانکلین روزولت در قبال آمریکای لاتین، لغو شد. خوزه مانوئل کورتینا و سایر اعضای کنوانسیون قانون اساسی کوبا در سال ۱۹۴۰، اصلاحات پلات را از قانون اساسی جدید کوبا حذف کردند.
اجاره بلند مدت پایگاه دریایی خلیج گوانتانامو ادامه دارد. دولت کوبا از سال ۱۹۵۹، این پیمان را به شدت نقض ماده ۵۲ کنوانسیون وین ۱۹۶۹ در قانون معاهدات، اعلام کرد که در صورت تهیه تهدید یا استفاده از زور، پیمان را باطل اعلام می‌کند. با این حال، ماده ۴ کنوانسیون وین بیان می‌کند که مفاد آن به صورت عطف به کار گرفته نمی‌شود.
مورخ لوئیس. پرز جونیور استدلال کرده‌است که اصلاحیه پلات شرایطی را که می‌خواست از آن اجتناب کند، از جمله بی‌ثباتی کوبا به وجود آورد.